# نانیوا، اوساکا

بخش نانیوا به رنگ آبی پر رنگ مشخص شده است

بخش نانیوا، اوساکا (به ژاپنی: 浪速区 Naniwa-ku) یکی از مناطق ۲۴ گانه اوساکا در ژاپن است.